# Taekyŏng Yŏŏm
Taekyŏng Yŏŏm (ur. 862, zm. 930) – koreański mistrz sŏn z jednej z 9 górskich szkół sŏn – sŏngju.

## Życiorys
Pochodził z rodziny Kim.
Początkowo rozpoczął studiowanie hwaŏm u Chujonga. Jednak następnie został uczniem mistrza sŏn Muyŏma) w jego klasztorze na górze Sungŏm.
Udał się do Chin po nauki. Praktykował u mistrza chan Yunju Daoyinga ze szkoły caodong. Do Korei (Silla) powrócił w 909 r., w kilka lat po śmierci swojego nauczyciela.
Nauczał w klasztorze Pori na życzenie króla T'aejo. Miał ok. 500 uczniów.
Cieszył się wielkimi wpływami na dworze króla Hyogonga (pan. 898–913).
Wprowadził do Korei nauki szkoły caodong.

## Linia przekazu Dharmy zen
Pierwsza liczba oznacza liczbę pokoleń mistrzów od 1 Patriarchy indyjskiego Mahakaśjapy.
Druga liczba oznacza liczbę pokoleń od 28/1 Bodhidharmy, 28 Patriarchy Indii i 1 Patriarchy Chin.
Trzecia liczba oznacza początek nowej linii przekazu w danym kraju.
- 36/9 Yaoshan Weiyan (751–834)
  - 37/10 Yunyan Tansheng (770–841)
    - 38/11 Dongshan Liangjie (807–869)
      - 39/12 Yunju Daoying (zm. 903)
        - 40/13/1 Taekyŏng Yŏŏm (862–930) szkoła sŏngju – Korea
          - 41/14/2 Yungch'ŏn (bd)
          - 41/14/2 Hŭnchŏng (bd)

Powyższa linia ukazuje jego chińskie koneksje. Koreańska linia przekazu Dharmy podana jest przy omówieniu szkoły sŏngju.